# Оксалат диспрозия(III)
Оксалат диспрозия(III) — неорганическое соединение, 
соль диспрозия и щавелевой кислоты с формулой Dy2(C2O4)3,
бесцветные (белые) кристаллы,
не растворяется в воде,
образует кристаллогидрат.

## Получение
- Обменной реакцией с растворимыми оксалатами:

{\displaystyle {\mathsf {2DyCl_{3}+3Na_{2}C_{2}O_{4}+10H_{2}O\ {\xrightarrow {}}\ Dy_{2}(C_{2}O_{4})_{3}\cdot 10H_{2}O\downarrow +6NaCl}}}

## Физические свойства
Оксалат диспрозия(III) образует бесцветные (белые) кристаллы.
Не растворяется в воде.
Образует кристаллогидрат состава Dy2(C2O4)3•10H2O.